# رهنان
رِهنان، محله‌ای در منطقه ۱۱ شهر اصفهان در ۵ کیلومتری غرب شهر اصفهان است که حدفاصل بین خمینی شهر و مرکز شهر اصفهان قرار گرفته‌است. رهنان تا سال ۱۳۸۲ شهری مستقل از اصفهان بوده و جزء شهرستان خمینی شهر محسوب می‌شد.
شهر رهنان در گذشته دور بنا به گفته بزرگان و ریش سفیدان از چهار قلعه تشکیل شده بود که امروزه از این قلعه‌ها در مجاورت کهندژ مربوط به دوره ساسانیان هیچ اثری باقی نمانده است. اکثر مردمان رهنان در گذشته از سایر اقوام ایران زمین در این منطقه جمع شده اند و زبان آنها به زبان محلی اصفهان تغییر کرده و معمولا از اقوام ترک قشقایی، عرب، لر بختیاری و فارس از شهرهای چهارمحال و خوزستان به منطقه رهنان آمده‌اند. از آثار تاریخی رهنان که تنها نشانه‌ای ازآن باقی‌مانده مسجد جامع قبلتین و دو حمام کوچک و بزرگ در مجاورت یکدیگر که موسوم به حمام چهل ستون می‌باشد. طبق طومار مرحوم شیخ بهایی سهم کل رهنان از آب زاینده رود، ۲۴ سهم بوده‌است. این محله حد فاصل شهرستان خمینی شهر و شهر اصفهان قرارگرفته‌است از طرف شرق نیز با خیابان امام خمینی و از طرف غرب و شمال غرب به منطقه جوی آبادِ خمینی شهر و از طرف جنوب به خیابان کهندژ و از طرف شمال به جاده بابوکان منتهی می‌شود. رهنان به وسیله پنج معبر اصلی خیابان‌های شریف شرقی، درخشان، امام رضا، شهید بهشتی و فلکه کهندژ با مناطق همجوار در ارتباط می‌باشد. خود رهنان محلات قدیمی چون محله چهارشاه، محله زاجان، محله طاحونه، محله ماشاده و درب میدان را شامل می‌شود.

## وجه تسمیه
وجه تسمیه این شهر را دو گونه ذکر کرده‌اند؛ یکی اینکه در یکی از خشکسالی‌های قدیم، به دلیل کاشتِ زیادِ گندم، آردِ موردِ نیازِ استان، از این منطقه تاًمین می‌شده و به همین سبب به اینجا "راهِ نان" یا "ره نان" گفته شده عده‌ای هم معتقدند که بخاطر مرغوب بودن محصولاتِ این ناحیه و به اصطلاحِ محلی‌ها "رِ " داشتنِ گندم و برنج، اینجا را "رنان" گفته‌اند البته "رِینون"خواندنِ محلی ها، دلیلِ دوم را بیشتر درست می‌نماید.

## تلفظ نام شهر
در لغتنامهٔ دهخدا آمده: رُنان دهی است از دیهای اصفهان. (از معجم البلدان). و جماعتی از محدثان و قاریان بدانجا منسوبند. (از لباب الانساب). در فرهنگ جغرافیایی ایران ج ۱۰ چنین آمده است: قصبه ای است از دهستان ماربین بخش سده از شهرستان اصفهان واقع در ۹هزارگزی خاور سده و ۲هزارگزی راه شوسهٔ اصفهان به تهران. آب و هوایی معتدل دارد و دارای ۱۰۶۰۶ تن سکنهٔ شیعه است که به فارسی سخن می گویند. آب آن از قنات و رودخانه تأمین می شود و از محصولات عمده اش غلات، صیفی، تنباکو، پنبه، حبوب و خربوزه و هندوانه قابل ذکر است. شغل اهالی زراعت و گله داری و صنایع دستی است و زنان به کرباس بافی اشتغال دارند. راه آن ماشین رو است و دارای دبستان و سه زیارتگاه و یک دستگاه حمام قدیمی و بازارچه است.
رهنان دیه بزرگ یا یک شهر بزرگی است در شمال غربی اصفهان که این شهر یا شهرک به صورت «رهنان)) به کسراول تلفظ می‌شود؛ و امروز جزو اصفهان است. در لغت نامه آن را ((رنان» با ضّم اول یاد می‌کند. درمعجم البدان یاقوت نیز به ضّم اول آمده است. جابری انصاری آن را «رنان)) (به کسراول) یاد می‌کند. ۱درتداول عامه آن را رینان و به گویش خاص اصفهان رینون یا رنون تلفظ می‌کنند. صحیح‌ترین نام‌ها و صورت تلفظ همین صورت تلفظ عامه است. رهنان جزو بلوک ماربین به حساب می‌آمد؛ و مردم آن از راه کشاورزی و دامداری زندگی می‌کردند. ترکیب این واژه ازسه جزءِ ((ره ــ ن ــ ان)) است. ((ره)) تخفیف یافته کلمه ((ر» (با کسر) مبدل از «ن)) تخفیف یافته کلمه ((نا» است نا به معنی آب است؛ و «ن» حرف زینت است برای سهولت تلفظ و «ان» علامت نسبت و کثرت است.

## قدمت
قدمت این شهر به درستی مشخص نیست. طبق افسانه‌ای می‌گویند که شاه طهماسب اول در این ناحیه متولد شده‌است. وجود مسجد «بزرگ» با دو محراب نیز موُید این مطلب است.

## لهجه اهالی
سال‌ها پیش، حدفاصل بین این بخش تا مرکز شهر را زمین‌های کشاورزی، باغات، زمین‌های بایر دربر گرفته بوده که سبب ایجاد لهجه‌ای کمی متفاوت تر از لهجه اصفهانی در این منطقه گردیده است.
در اینجا شعری به لهجه رهنانی آورده می‌شود که سروده شاعر معروفِ این شهر محرم رنانی می‌باشد:
کاسه کلوا
صُبا هَنچی کا باهار شِد دلی ما هم وا می‌شِد
هَمچی بی تاحاشونه رو به طِرِف صحرا میشِد
مِگه آفتابا می‌شِد لایی کاسه پَنوم کرد؟
هرکی ام خواسّه کا پَنوم بوکونِد رسوا می‌شِد
کاری عشق و عاشقی مثلی شتر سوواریه
هر کی ام سووار شده بیخودی هی دولّا می‌شِد
غمی تو مِث اِجِلی مُحلَّقی یُهو میاد
نیمدونم چیطورِکی آ اِز کوجا پیدا می‌شِد؟
آسّه آسّه بُوِرَم شُد کا تو را دوس می‌دارَم
بیخودی نیس تا می یَی گل اِز گلی مَ وا می‌شِد
دیگه هر چیزی به دَ نَم مِثی «زغنبوت» شُدِس
دیگه خورد و خواب برام مِث عملی بیجا می‌شِد
هر کی ام خواسّه نِصیحِتَم کونِد بُق میکونَم
چاره نیس، بُق نکونَم همِش همی حرفا می‌شِد
دل آدِم مِث کاسه چینی می‌مونِد، وَخ کا شیکِس
دیگه سالم نیمیشِد صَد رَش اِگه کلوا می‌شِد
شبی مَرتا بیه سا دلَم بونه دا می‌گیرِد
روزی روشَنام دیگه وَر چِشا مَ سیا می‌شِد
چار صُبای عمری منَم به اِمرو و فردا گذِش
آخِرِ ش نَفَمیدَم کِی ای صُبا د صُبا می‌شِد؟
نشده دوری کونَم یا اِز دَسِد وَر بِمالَم
ای طِناف هر چی تَقَلا می‌کونَم کوتا می‌شِد
آخِرِش اِز دَسی تو مَ خودما چیز خور می‌کونم
آدِمی اِز جون گذِشته هنو وَم پیدا می‌شِد
تا کا فِک شا می‌کونم: یه روز بِرَم بیبینَمِش،
ناغافِل عِسکه میاد آ رفتنم بیجا می‌شِد
نکونِد «مَحرَمی» یَم عاشِقِسا ما نیمیدونیم؟
اِگ باشِد عاقِبِتِش تو این وِلات رُسوا می‌شِد